# Солодуб Петро Кирилович
Петро́ Кири́лович Солоду́б (1893, Заслав, Волинська губернія — 3 листопада 1937, Сандармох, СРСР) — політичний діяч УНР та СРСР, депутат Трудового конгресу України, в.о. командуючого Червоної Української Галицької армії (1920), Член ВУЦВК.

## Життєпис
Штабс-капітан Російської імператорської армії. Інженер-економіст.
Член ПСР, УПСР, у 1919—1933 роках — ВКП(б).
1919 року обраний депутатом Трудового конгресу України від селян Ізяславського повіту Волинської губернії.
Служив у РСЧА, був начальником Школи червоних старшин. Помічник командувача ЧУГА в 1920 р.. 
Був керуючим справами РНК УСРР (1920–1923), очолював Всеукраїнське правління державного страхування (Укрдержстрах) (з 1923 року), член державної комісії для встановлення єдиного правопису української мови (з 1925), був членом колегії Наркомату фінансів УСРР (на 1926 рік), Вищої технічної ради ВРНГ СРСР, Науково-технічного комітету машинобудування та військової промисловості.  
Працював у Державному інституті проектування металургійних заводів. Доцент Політехнічного інституту в Ленінграді. Згодом у Москві — начальник сектору планування Наркомату важкої промисловості СРСР (1931–1933). 
У травні 1933 року заарештований за звинуваченням в участі в УВО. Засуджений Колегією ОГПУ 5 вересня 1933 року за статтями 58-4-11 КК УСРР на 10 років виправно-трудових таборів. Відбував покарання у Соловках (табірний пункт «Кремль»), працював діловодом фінансової частини. 
Особливою трійкою Управління НКВС Ленінградської області 9 жовтня 1937 року засуджений до найвищої кари. 
Розстріляний 3 листопада 1937 року в урочищі Сандармох (Карелія).
Реабілітований Верховним судом СРСР (18.07.1956). Президією Архангельського обласного суду 19 квітня 1957 року постанова трійки УНКВС Ленінградської області від 9 жовтня 1937 року скасована, справу припинено за недоведеністю складу злочину.